# 김원균
김원균(金元均, 1917년 1월 2일~2002년 4월 5일)은 조선민주주의인민공화국의 작곡가, 정치인이다.

## 생애
강원도 원산시 출신이다. 원산에 있는 고등학교에 재학했지만 3학년 시절에 학비난을 이유로 중퇴하고 만다. 8·15 광복 이후에는 북조선공산당 평안남도 선전부 미술계장을 역임했으며 조선민주주의인민공화국의 국가인 《애국가》, 김일성 찬양곡인 《김일성 장군의 노래》 등을 작곡했다.
1952년에는 김일성 주석의 지시로 소련 모스크바 차이콥스키 음악원으로 유학을 떠났으며 1959년까지 해외 유학 생활을 했다. 유학 생활 기간 동안 《바이올린 소나타》, 《현악 4중주》, 교향시 《향토》(졸업 작품) 등 여러 편의 기악 작품, 성악 작품들을 창작 발표했다.
1961년부터 1965년까지 평양음악무용대학(현재의 김원균명칭 음악종합대학) 학장을 역임했으며 1977년에는 피바다가극단 총장, 1989년에는 조선음악가동맹 중앙위원회 위원장을 역임했다. 1972년에는 김일성상, 1992년에는 김일성훈장을 받았고 1972년에는 인민예술가, 1986년에는 로력영웅 칭호를 받았다.
국제음악이사회 명예위원, 조선민족음악위원회 위원장, 최고인민회의 대의원을 역임하기도 했으며 《피바다》를 비롯한 여러 편의 혁명가극을 만들기도 했다. 2002년 4월 5일 심부전으로 인해 향년 85세를 일기로 사망했다. 김정일 국방위원장은 그가 사망한 다음 날인 2002년 4월 6일에 그의 묘에 화환을 보냈다.

## 경력
- 최고인민회의 (대의원)
- 평양음악무용대학 (학장)
- 조선민족음악위원회 (위원장)
- 조선음악가동맹 (고문)

## 주요 작품
- 《조선행진곡》 (1945년)
- 《투쟁가》 (1946년)
- 김일성 찬양곡 《김일성 장군의 노래》 (1946년)
- 《민주청년행진곡》 (1947년)
- 조선민주주의인민공화국의 국가 《애국가》 (1947년)
- 가극 《지리산》 (1949년)
- 전시가요 《강철의 대오는 전진한다》 (1950년)
- 전시가요 《우리의 최고사령관》 (1951년)
- 서정가요 《당신을 보낸 셈터길에서》 (1951년)
- 가요 《우리는 천리마를 타고 달린다》 (조길석과 공동 작곡, 1958년)
- 칸타타 《조국이여 찬연히 빛나라》 (김옥성과 공동 작곡, 1958년)
- 가요 《향로》 (1958년)
- 가요 《빛나는 청봉 숙영지》 (1960년)
- 가요 《반제투쟁가》 (1963년)
- 합창곡 《원쑤의 가슴팍에 불을 지르라》 (1964년)
- 동요 《아버지 원수님께 영광드려요》 (1966년)
- 가요 《철천지 원쑤 일본 군국주의 때려부수자》 (1972년)
- 합창곡 《영광 빛나라 조선로동당》 (1980년)
- 합창곡 《우리는 천리마 타고 달린다》 (1984년)
- 합창곡 《민족대단결의 노래》 (1991년)

## 상훈
- 로력영웅
- 인민예술가
- 김일성상

## 같이 보기
- 조선민주주의인민공화국의 음악가 목록